# 沖縄県の米軍訓練水域
沖縄県の米軍訓練水域 (おきなわけんのべいぐんくんれんすいいき) について。沖縄県には、陸地の米軍基地だけではなく、米軍の訓練や保安などのための29の水域が設定されている。海の米軍基地、沖縄県の米軍訓練水域の総面積は54,940.62k㎡となる。

## 概要
以下の29の米軍訓練水域では、さまざまな射爆撃訓練や飛行訓練、船舶の係留、そのほかの演習等が行われており、それぞれの区域に応じて、常時立入り禁止、使用期間中の立入り禁止、船舶の停泊、係留、投錨、潜水および網漁業などすべての継続的行為の禁止等の制限・禁止などがある。
| 米軍訓練空域一覧       | 米軍訓練空域一覧               | 面積 (k㎡) | 備考 |
| ---------------------- | ------------------------------ | ---------- | ---- |
| 1                      | 北部訓練場                     | 1.21       |      |
| 2                      | 奥間レスト・センター           | 0.15       |      |
| 3                      | 慶佐次通信所                   | 2.56       |      |
| 4                      | キャンプ・シュワブ             | 115.10     |      |
| 5                      | 辺野古弾薬庫                   | 0.9        |      |
| 6                      | キャンプ・ハンセン             | 0.22       |      |
| 7                      | 金武レッド・ビーチ訓練場       | 1.88       |      |
| 8                      | 金武ブルー・ビーチ訓練場       | 2.98       |      |
| 9                      | 天願桟橋                       | 6.25       |      |
| 10                     | キャンプ・コートニー           | 1.47       |      |
| 11                     | トリイ通信施設                 | 0.21       |      |
| 12                     | 嘉手納飛行場                   | 0.48       |      |
| 13                     | 泡瀬通信施設                   | 1.13       |      |
| 14                     | ホワイト・ビーチ地区           | 323.69     |      |
| 15                     | 牧港補給地区                   | 0.12       |      |
| 16                     | 那覇港湾施設                   | 0.14       |      |
| 17                     | 陸軍貯油施設                   | 0.98       |      |
| 18                     | 浮原島訓練場                   | 1.96       |      |
| 19                     | 津堅島訓練場                   | 9.45       |      |
| 以上、陸上施設関連水域 | 以上、陸上施設関連水域         | 470.88     |      |
| 20                     | 伊江島補助飛行場               | 26.90      |      |
| 21                     | 鳥島射爆撃場                   | 96.89      |      |
| 22                     | 出砂島射爆撃場                 | 42.87      |      |
| 23                     | 久米島射爆撃場                 | 10.78      |      |
| 24                     | 黄尾嶼射爆撃場                 | 0.35       |      |
| 25                     | 赤尾嶼射爆撃場                 | 269.2      |      |
| 26                     | 沖大東島射爆撃場               | 268.10     |      |
| 26                     | ホテル・ホテル訓練区域         | 20,842.89  |      |
| 28                     | インディア・インディア訓練区域 | 23,399.10  |      |
| 29                     | マイク・マイク訓練区域         | 9,512.65   |      |
| 以上、海上演習場10水域 | 以上、海上演習場10水域         | 54,469.74  |      |
| 合計29水域             | 合計29水域                     | 54,940.62  |      |

## 訓練水域における諸問題

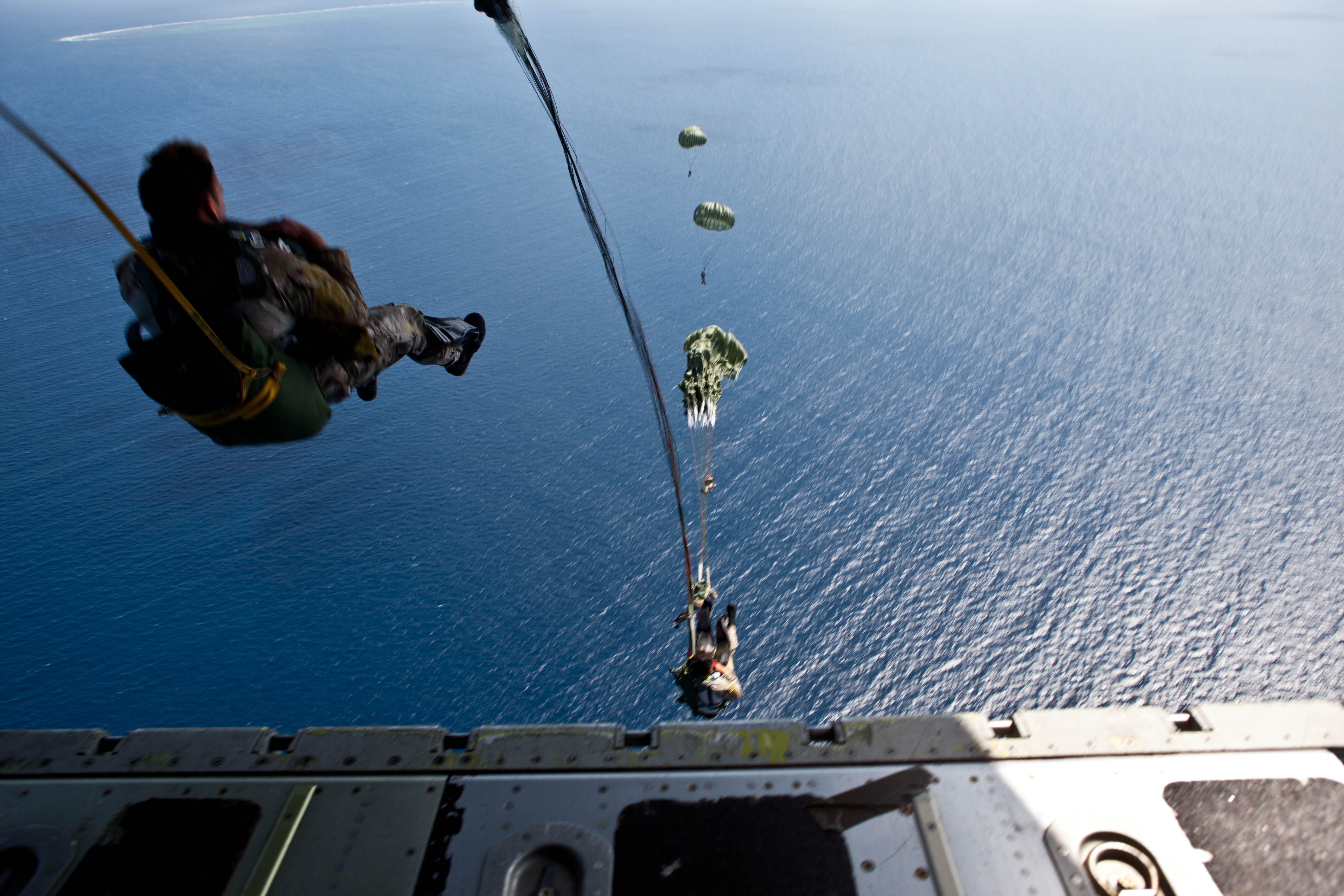
津堅島沖で降下訓練を行う海兵隊 (2013年3月17日)

### 津堅島のパラシュート降下訓練
米軍が津堅島訓練場水域でおこなうパラシュート降下訓練に関して、うるま市議会は、津堅島と沖縄本島を結ぶ定期船や漁船等が頻繁に航行し、豊かな漁場ともずく養殖がさかんな海域で行われる米軍のパラシュート降下訓練の中止を再三求め、日米地位協定の抜本的改定を求めている。沖縄の施設・区域に関する1972年の日米合同委員会合意 (5.15メモ) では、津堅島訓練場水域は水陸両用訓練用とされており、パラシュート降下訓練に使用するという記載がないためである。また5.15メモ自体が秘密合意であったため、今も外務省の日米地位協定には英文と日本語の「仮訳」という形でしか公表されていない。

### 訓練水域外での訓練
また、54,940.62km2という広大な訓練水域が提供されていながら、沖縄では米軍による訓練水域外での危険な吊り下げ訓練が繰り返しおこなわれていることも大きな問題となっている。2017年10月には、有名な観光地となっている読谷村都屋漁港のジンベエザメいけす近くで2日間にわたって米海軍MH60がつり下げ訓練を行っていた。読谷村と村漁業協同組合は、漁業者や観光客への危険を懸念し、沖縄防衛局に訓練の一切の廃止を申し入れている。
また読谷のトリイ通信施設の訓練水域、0.21k㎡ は訓練ではなく施設および区域の「保安」のための提供であると規定されているにもかかわらず、吊り下げ訓練を行うことが常態化し、何度も落下事故を起こしている。2020年には、普天間基地所属の大型輸送ヘリが鉄製の戦車型標的を吊り下げ輸送中にトリイの西側約1.3kmの海上に落下させた。また落下事故の2日後も同型機が重機を吊り下げ訓練を行っていることに対し、読谷村や嘉手納町が厳しい抗議決議をだしている。

## 参考項目
- 沖縄の米軍基地
  - 沖縄県の米軍訓練空域